# Новодар (Гребёнковский район)

Новодар (укр. Новодар) — село,
Марьяновский сельский совет,
Гребёнковский район,
Полтавская область,
Украина.
Код КОАТУУ — 5320882803. Население по переписи 2001 года составляло 128 человек.

## Географическое положение
Село Новодар находится на правом берегу реки Гнилая Оржица,
выше по течению на расстоянии в 1,5 км расположено село Наталовка,
ниже по течению на расстоянии в 0,5 км расположено село Марьяновка,
на противоположном берегу — село Кулажинцы.